# Петко Стоянов (офицер)
Вижте пояснителната страница за други личности с името Петко Стоянов.
Петко Стефанов Стоянов (изписване до 1945 година: Петко попъ Стояновъ) е руски и български офицер, подполковник. Участник в Руско-турската война (1877 – 1878), Съединението на княжество България и Източна Румелия и Сръбско-българската война (1885).

## Биография
Петко Стоянов е роден на 25 май 1848 г. в град Копривщица. Баща му и брат му Найден Попстоянов загиват по време на Априлското въстание (1876). Получава образование в Копривщенското взаимното училище и Свищовското класното училище.
На 13 октомври 1870 г. постъпва на служба в Руската императорска армия. Завършва Одеското пехотното юнкерско училище в Русия (1874) и постъпва на служба в руската армия. Участва в Сръбско-турската война (1876). Командир на доброволческа чета. Бие се храбро при Гредетин, Зайчар и Бабина глава.
Участва в Руско-турската война (1877 – 1878) като офицер от 53-ти пехотен Волински полк. Прехвърлен е в състава на Българското опълчение като ротен командир в 5-а опълченска дружина. Проявява се в Шейновската битка.
След Освобождението служи в Милиция на Източна Румелия и взема участие в Съединението на Княжество България и Източна Румелия.
В Сръбско-българската война (1885) майор Стоянов командва авангарда при настъплението след Сливнишкото сражение. На 10 ноември предвожданите от него войски нанасят поражение на сръбската Дринска дивизия при Драгоман. В Пиротското сражение командва една от петте колони, които атакуват сръбските сили. Участва в овладяването на височината Кел Таш.
След войната е командир на Девети пехотен пловдивски полк и Втори пехотен струмски полк. Активен участник е в преврата за детронацията на княз Александър I, поради което е уволнен от служба на 19 октомври 1886 г. Емигрира в Русия, където е офицер в Руската армия.
През 1895 г. се завръща в България. Установява се в Стара Загора. Доброволец в Балканската война (1912 – 1913).

## Военна длъжност
- 59-и пехотен Люблински полк на Руската армия (1870)
- 7-и стрелкови батальон на Руската армия (1874)
- командир на чета в Сръбско-турската война (1876)
- 53-ти пехотен Волински полк на Руската армия (1876 – 1878)
- командир на рота в 5-а дружина на Българското опълчение (1878)
- 10-а дружина на Източнорумелийската милиция (1879)
- командир на 6-а дружина на Източнорумелийската милиция (1880)
- военен комендант на Сливен (1885)
- командир на авангарда при Драгоман и на лявата колона при Пирот (1885)
- командир на 9-и пехотен Пловдивски полк (1885-1886)
- командир на 2-ри пехотен Струмски полк (1886)
- 59-и пехотен Люблински полк на Руската армия (1887 – 1897)
- началник на продоволствените магазини в Елхово и Стара Загора (1912 – 1913)

## Военни звания
- Прапоршчик (1874)
- Подпоручик (24 септември 1877)
- Капитан (11 август 1881)
- Майор (11 септември 1885)
- Подполковник (1913)

## Награди
- Орден „Свети Александър“, 4-та степен с мечове отгоре